# Allée couverte du Chêne-Hut
L'allée couverte du Chêne-Hut, appelée aussi la Grotte aux Fées, est située à Lamballe dans le département français des Côtes-d'Armor.

## Protection
L'ensemble est classé au titre des monuments historiques en 1963.

## Description
L'allée couverte est délimitée par onze orthostates en gabbro. Elle mesure 11 m de longueur pour 1,50 m de largeur et 1 m de hauteur en moyenne. Deux tables de couverture sont encore en place, deux autres sont renversées à proximité. Le monument était encore intact en 1873. Depuis, il s'est en partie affaissé et plusieurs dalles ont été retirées pour réparer la route de Lamballe à Plancoët.
Le monument fut fouillé en 1845 et 1873. Lors des fouilles de 1873 menées par le docteur Douillet, il «y trouva des haches polies, plusieurs lames en silex, des tessons de poteries et deux perles en pierre polie».

## Folklore
La fée Margot est associée au monument d'où son nom local de Grotte-aux-Fées.